# Spierekanaal
L'Spierekanaal (en francès Canal de l'Espierres) és un antic canal internacional que forma part de la xarxa de les vies navegables de Bèlgica. Enllaça l'Escalda a Spiere amb el canal de Roubaix a França. Té una llargada de 8,4 km. És de la classe I.

## Geografia
En seguir la vall del rierol Espierres o Spierebeek, enllaça 3 municipis:
- Valònia (Hainaut): Estaimpuis i Pecq (7,128 km)
- Flandes (Flandes Occidental): Spiere-Helkijn (1,275 km)

El canal és la part belga de l'enllaç franco-belga Deule-Escalda. Les dues altres parts són el riu Marque canalitzat i el Canal de Roubaix. L'eix total té una llargada de 28 km i un desnivell de 33,90m.

## Història
El canal va construir-se des del 1839 per a facilitar el transport del carbó de les mines del Borinage amb la conca industrial de Lilla i per a l'aprovisionament d'aigua potabla a l'aglomeració Lilla-Roubaix-Tourcoing.
Aquesta última funció aviat va perdre's per a la contaminació domèstica i industrial de les aigües. El 1872 la contaminació era tal que les autoritats franceses van prohibir que les aigües residuals es vessessin al canal. En lloc del canal, van utilitzar el rierol del qual el cabal (però no la qualitat) va decuplicar a certs moments.
Durant la Primera Guerra Mundial els alemanys utilitzaven el canal per a transports materials de construcció des del Rin per a les obres militars a la línia del front de l'IJzer. Durant la segona guerra els alemanys van malmetre les infraestructures. La navegació es va reprendre el 1948. Com a conseqüència de l'expansió fulgurant del transport per carreteres, el 1986 el canal es tancà a la navegació i les instal·lacions van començar a caure en ruïnes.

## Rescloses i altres infraestructures
El canal té quatre ponts i tres rescloses que totes van tornar a funcionar el 2006, connectades amb un sistema central i automàtic de control.
- Resclosa de Leers-Nord
- Resclosa d'Estaimpuis
- Resclosa de Warcoing

a prop de la frontera, es projecta una Casa del canal (en francès Maison du canal) que esdevindrà un lloc d'atenció als turistes, d'informació educativa i de descans.

## Restauració
Des de l'inici del segle, les entitats dels marges de l'enllaç van engegar un programa de restauració batejat Blue Links en voler tornar a integrar-lo a la xarxa europea de vies navegables. Amb subsidis europeus, nacionals i regionals, l'obra va començar el 2005. El dragatge d'uns 30.000 m³ de llot va començar a l'inici de 2011 i la reobertura va celebar-se el 2 de juny del mateix any. A Valònia, el canal ha sigut catalogat com monument històric. La restauració del canal servirà projectes de turisme i renovació del teixit urbà.
De resultes de la construcció d'estacions de depuració i l'ocàs de la indústria pesant la qualitat de l'aigua va millorar-se molt i el peix ha tornat.

## Enllaços i referències
1. ↑  Le canal de l'Espierres enfin réhabilité (consultat el 31 d'agost de 2011)

El programa de restauració Blue Links